# Saara asmussi
Saara asmussi är en ödleart som beskrevs av  Strauch 1863. Saara asmussi ingår i släktet Saara och familjen agamer. Inga underarter finns listade i Catalogue of Life. Artepitet i det vetenskapliga namnet hedrar zoologen Hermann Asmus.
Denna ödla förekommer från centrala Iran till västra och södra Afghanistan samt till nordvästra Pakistan. Den lever i kulliga regioner och i bergstrakter mellan 500 och 1200 meter över havet. Individerna vistas i mer eller mindre steniga öknar med glest fördelade buskar. De gräver underjordiska bon. Honor lägger ägg.
Regionala populationer påverkas av torka. Hela beståndet bedöms som stor. IUCN listar arten som livskraftig (LC).

## Bildgalleri

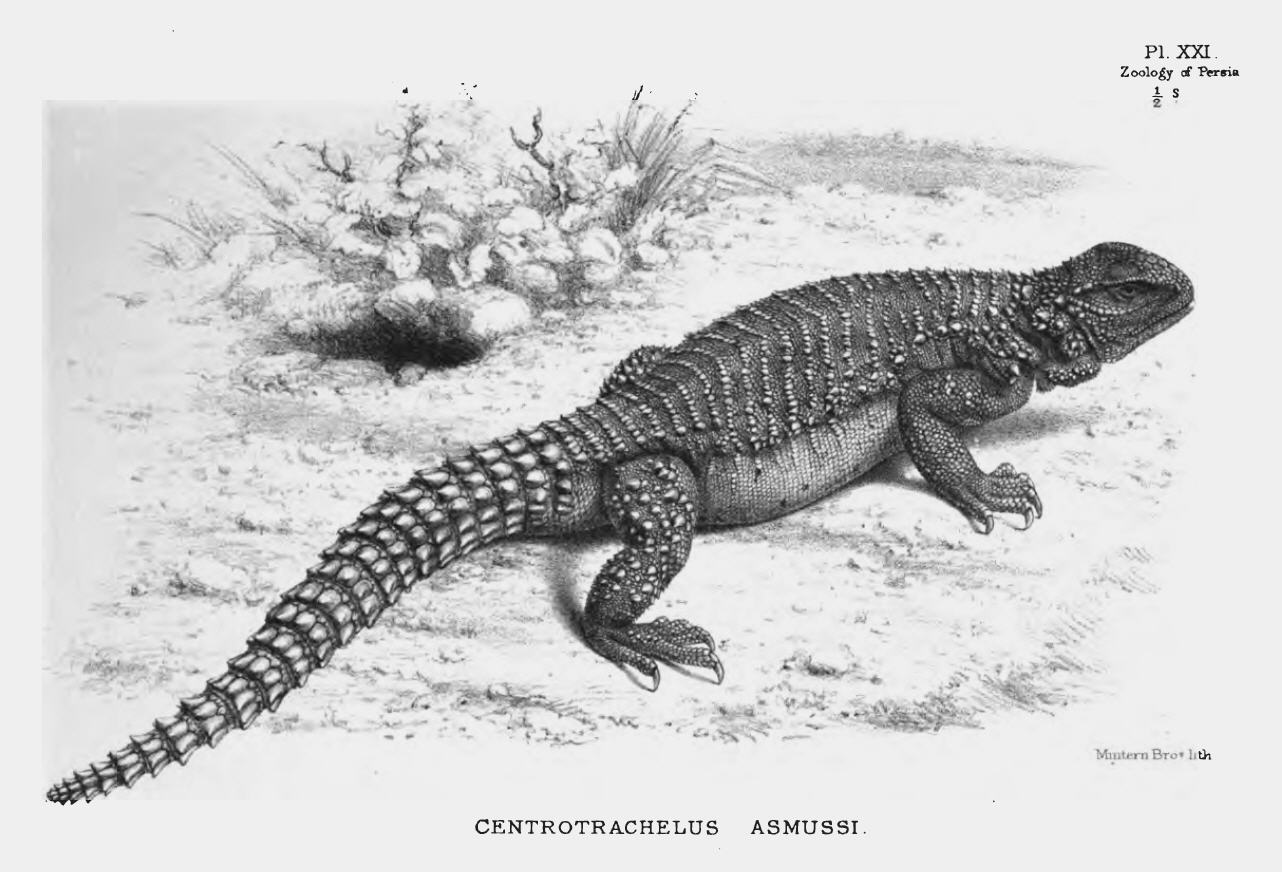